# 足立康 (建築史家)
足立 康（あだち こう、1898年（明治31年）7月10日 - 1941年（昭和16年）12月29日）は、日本の歴史学者。建築史家。

## 生涯
神奈川県中郡城島村(現・平塚市)に生まれる。1928年(昭和3年)、東京帝国大学文学部美学美術史学科を卒業し、大学院へ進んでから、東京帝国大学工学部建築学教室で日本建築史を専攻。
1934年(昭和9年) 日本古文化研究所理事就任、建築史研究会を設立。1934年、「薬師寺塔婆の研究」で工学博士。
1938年(昭和13年) 建築史研究会機関誌『建築史』を創刊、その主幹となる。
藤原宮趾に始まる綿密な遺跡調査、法隆寺非再建論（法隆寺再建非再建論争）に代表される学説論争によって、古代建築史の研究に多くの功績を残す。
在野にあって自ら建築史の研究会を起こし、独自の研究を発表し続けたが若くして急逝。

## 主要著作
- 『飛鳥奈良時代の仏教建築』岩波書店1933、『藤原宮趾伝説地高殿の調査1』（日本古文化研究所報告2)岸熊吉と共著 1936
- 『薬師寺伽藍の研究』（日本古文化研究所報告5) 1937
- 『日本建築史』地人書館1940
- 『藤原宮趾伝説地高殿の調査2』(日本古文化研究所報告11) 岸熊吉と共著1941
- 『法陥寺再建非再建論争』龍吟社 1941
- 『足立康著作集』全3巻 太田博太郎編 中央公論美術出版 1986